# SEPT1
SEPT1 (англ. Septin 1) – білок, який кодується однойменним геном, розташованим у людей на короткому плечі 16-ї хромосоми. Довжина поліпептидного ланцюга білка становить 367 амінокислот, а молекулярна маса — 41 971.
| 10         |  | 20         |  | 30         |  | 40         |  | 50         |
| ---------- |  | ---------- |  | ---------- |  | ---------- |  | ---------- |
| MDKEYVGFAA |  | LPNQLHRKSV |  | KKGFDFTLMV |  | AGESGLGKST |  | LINSLFLTNL |
| YEDRQVPEAS |  | ARLTQTLAIE |  | RRGVEIEEGG |  | VKVKLTLVDT |  | PGFGDSVDCS |
| DCWLPVVKFI |  | EEQFEQYLRD |  | ESGLNRKNIQ |  | DSRVHCCLYF |  | ISPFGRGLRP |
| LDVAFLRAVH |  | EKVNIIPVIG |  | KADALMPQET |  | QALKQKIRDQ |  | LKEEEIHIYQ |
| FPECDSDEDE |  | DFKRQDAEMK |  | ESIPFAVVGS |  | CEVVRDGGNR |  | PVRGRRYSWG |
| TVEVENPHHC |  | DFLNLRRMLV |  | QTHLQDLKEV |  | THDLLYEGYR |  | ARCLQSLARP |
| GARDRASRSK |  | LSRQSATEIP |  | LPMLPLADTE |  | KLIREKDEEL |  | RRMQEMLEKM |
| QAQMQQSQAQ |  | GEQSDAL    |  |            |  |            |  |            |

A: Аланін

C: Цистеїн

D: Аспарагінова кислота

E: Глутамінова кислота

F: Фенілаланін

G: Гліцин

H: Гістидин

I: Ізолейцин

K: Лізин

L: Лейцин

M: Метіонін

N: Аспарагін

P: Пролін

Q: Глутамін

R: Аргінін

S: Серин

T: Треонін

V: Валін

W: Триптофан

Кодований геном білок за функцією належить до фосфопротеїнів. 
Задіяний у таких біологічних процесах, як клітинний цикл, поділ клітини, альтернативний сплайсинг. 
Білок має сайт для зв'язування з нуклеотидами, ГТФ. 
Локалізований у цитоплазмі, цитоскелеті.